# Noah Gray-Cabey
Noah Gray-Cabey (Chicago, 16 novembre 1995) è un attore e pianista statunitense.

## Biografia
Cresciuto nel Maine, figlio di Whitney Gray e Shawn Cabey. Inizia giovanissimo a suonare il pianoforte, dimostrando un grande talento, che all'età di soli quattro anni lo porta ad esibirsi nel New England, a Washington e in Giamaica. Nel 2001 si esibisce in Australia, dove diventa il più giovane solista ad esibirsi al teatro dell'opera di Sydney.
Il suo debutto come attore avviene in un episodio di CSI: Miami, in seguito diventa famoso nel ruolo del piccolo genio Franklin Mumford nella sit-com Tutto in famiglia. In seguito partecipa ad episodi di Grey's Anatomy e Ghost Whisperer - Presenze. Nel 2006 debutta sul grande schermo nel film di M. Night Shyamalan, Lady in the Water.

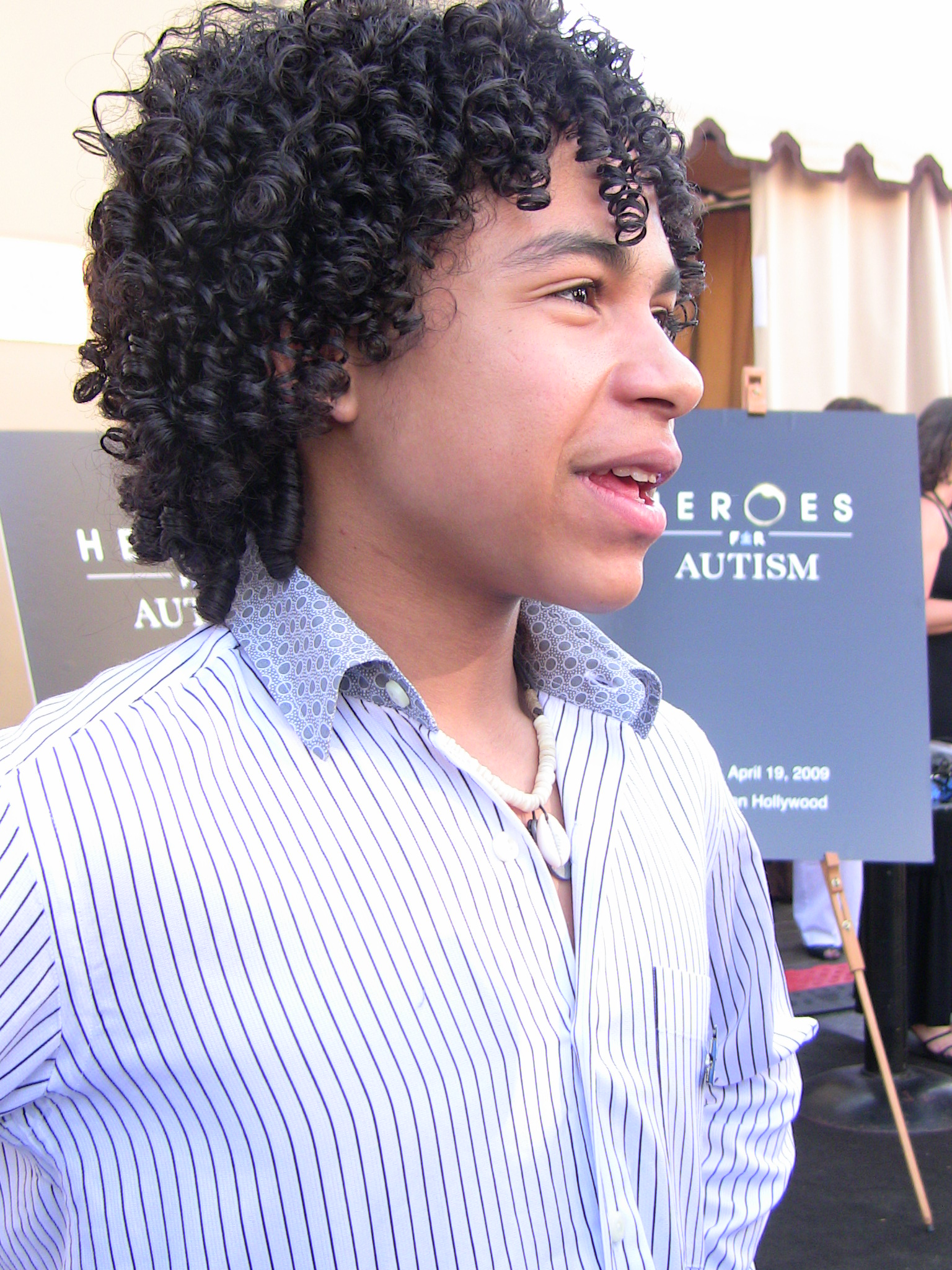
Noah nel 2009

Dal 2006 è uno degli interpreti del serial TV di successo Heroes, dove interpreta Micah Sanders-Hawkins, ragazzino con il potere di controllare gli apparecchi elettronici. Nel 2019 ha preso parte alla serie televisiva Pretty Little Liars: The Perfectionists, prodotta da Marlene King, nei panni di Mason.

## Filmografia

### Attore

#### Cinema
- Lady in the Water, regia di M. Night Shyamalan (2006)
- Pizza Man, regia di Joe Eckardt (2011)

#### Televisione
- Tutto in famiglia (My Wife and Kids) - sitcom, 58 episodi (2002-2005)
- CSI: Miami - serie TV, episodio 3x02 (2004)
- Grey's Anatomy – serie TV, episodio 2x19 (2006)
- Ghost Whisperer - Presenze (Ghost Whisperer) - serie TV, episodio 1x19 (2006)
- Heroes - serie TV, 29 episodi (2006-2009)
- CSI - Scena del crimine (CSI: Crime Scene Investigation) - serie TV, episodio 10x15 (2010)
- Heroes Reborn - miniserie, 4 episodi (2015-2016)
- Code Black - serie TV, 28 episodi (2016-2018)
- All American - serie TV, 14 episodi (2021-2023)
- Pretty Little Liars: The Perfectionists - serie TV, 9 episodi (2019)

### Doppiatore
- I Griffin (Family Guy) - sitcom, episodio 8x06 (2009)

## Doppiatori italiani
Nelle versioni in italiano delle opere in cui ha recitato, Noah Gray-Cabey è stato doppiato da:
- Lucrezia Marricchi in Tutto in famiglia, Grey's Anatomy
- Manuel Meli in Lady in the Water, Heroes
- Sara Di Gregorio in Ghost Whisperer - Presenze
- Simone Crisari in Heroes Reborn
- Raffaele Carpentieri in Code Black
- Sacha De Toni in All American